# Hypotrochoïde

La courbe rouge est une hypotrochoïde dessinée grâce à un cercle noir roulant à l'intérieur d'un cercle bleu d'un diamètre supérieur (Soit R le rayon du cercle bleu, r le rayon du cercle noir et d la distance du point tournant autour du cercle noir au centre de celui-ci. Les paramètres sont R = 5, r = 3 et d = 5). La forme finale de l'hypotrochoïde est semblable à un pentagramme.

En géométrie, les hypotrochoïdes sont des courbes planes décrites par un point lié à un cercle mobile roulant sans glisser sur et intérieurement à un cercle de base fixe, de rayon plus grand que le cercle mobile. Ces courbes ont été étudiées par Albrecht Dürer en 1525, Ole Christensen Rømer en 1674 et Jean Bernoulli en 1725 :
Le mot se compose des racines grecques hupo (au-dessous) et trokhos (la roue). Lorsque le cercle roule à l'extérieur, on a affaire à une épitrochoïde.

## Paramétrage
Soit {\displaystyle a} le rayon du cercle fixe, {\displaystyle b} celui du cercle roulant (mobile) et {\displaystyle d} la distance du point tournant autour du cercle mobile au centre de celui-ci.
On pose {\displaystyle q={\dfrac {a}{b}}} (donc {\displaystyle q>1}) et {\displaystyle d=kb}. Un paramétrage (donné en affixe) de l'hypotrochoïde est alors :
{\displaystyle z=(a-b)\mathrm {e} ^{\mathrm {i} t}+d\mathrm {e} ^{-\mathrm {i} (q-1)t}}
soit
{\displaystyle q(z)=a((q-1)\mathrm {e} ^{\mathrm {i} t}+k\mathrm {e} ^{-\mathrm {i} (q-1)t})}
{\displaystyle q(x+\mathrm {i} y)=a(q-1)\cos(t)+\mathrm {i} a(q-1)\sin(t)+ak\cos((q-1)t)-\mathrm {i} ak\sin((q-1)t)}
Par identification des parties réelle et imaginaire, on obtient :
{\displaystyle qx=a(q-1)\cos(t)+ka\cos((q-1)t));}
{\displaystyle qy=a(q-1)\sin(t)-ka\sin((q-1)t));}
avec {\displaystyle q={\dfrac {a}{b}}} et {\displaystyle k={\dfrac {d}{b}}}.
Si on pose {\displaystyle a=R}, {\displaystyle b=r} et {\displaystyle t=\theta }, on obtient les formules ci-dessous : 
{\displaystyle x=(R-r)\cos \theta +d\cos \left({R-r \over r}\theta \right)}
{\displaystyle y=(R-r)\sin \theta -d\sin \left({R-r \over r}\theta \right)}
où θ est l'angle formé par l'horizontale et le centre du cercle roulant (ce ne sont pas des équations polaires, car θ n'est pas l'angle polaire). En radian, les valeurs de θ varient de 0 à {\displaystyle 2\pi {PPCM(r,R) \over R}} où PPCM est le plus petit commun multiple.
Les hypocycloïdes représentent le cas particulier {\displaystyle d=r} (le point tournant est sur le cercle mobile) et les ellipses le cas {\displaystyle R=2r} (voir le théorème de La Hire).